# Nevada State Route 373
Die Nevada State Route 373 (kurz NV 373), auch Death Valley Junction Road, ist eine State Route im US-Bundesstaat Nevada.
Die State Route beginnt an der California State Route 127 an der Grenze zu Kalifornien und endet am U.S. Highway 95 in Armagosa Valley Junction. 